# قبرس‌لار (کوزان)
قبرس‌لار (به ترکی استانبولی: Kıbrıslar) یک منطقهٔ مسکونی در ترکیه است که در قوزان (ترکیه) واقع شده‌است.